# Valšov
Valšov, dříve Vojnovice (německy Kriegsdorf) je obec v okrese Bruntál v Moravskoslezském kraji. Leží východně od Rýmařova. Žije zde 253 obyvatel.

## Název
Původní název vesnice, v němčině užívané až do 20. století, byl Kriegsdorf. Význam první části jména byl "spor", jméno tedy označovalo vesnici, o niž byl sveden nějaký (majetkový) spor. V češtině bylo zprvu užíváno německé jméno (zapisováno např. jako Kryksdorf), poté vznikl částečný překlad Vojnovice (německé Krieg nejčastěji znamená "válka") doložený od 17. století. V první polovině 19. století tuto vesnici Řehoř Volný omylem ztotožnil s nepříliš vzdáleným Valšovem, který zanikl počátkem 16. století jižně od Rýmařova, od něj omyl převzal i Alois Vojtěch Šembera na své mapě Moravy. Protože ve vsi se mluvilo německy a české jméno se běžně neužívalo, snadno se vžilo nové, na omylu založené jméno, které bylo v roce 1924 definitivně ustanoveno jako úřední. (Základem jména Valšov bylo osobní jméno Valeš, domácká podoba jména Valentin a význam místního jména byl "Valšův majetek".)

## Historie
První písemná zmínka o obci pochází z roku 1377 z dělicí listiny synů Mikuláše II. Opavského. Za válek mezi Jiřím z Poděbrad a Matyášem Korvínem Valšov zpustnul. Zmínka o něm se následně objevuje v roce 1565 při prodeji majetku Jindřicha Adlsbacha Donátovi z Velké Polomi. Později ves připadla rodu Bruntálským z Vrbna, od kterých ji v rámci pobělohorských konfiskací získal Řád německých rytířů, a Valšov se tak stal stálou součástí panství sovineckého. Valšov měl už tehdy ve znaku buben podložený vojenskými trofejemi.
V roce 1850 se po zrušení panství a vzniků okresů stala se obec součástí okresu Rýmařov. Poněkud bližší Bruntál totiž ležel ve Slezsku, zatímco Valšov – stejně jako Rýmařov – na Moravě. Význam obce vzrostl po výstavbě železniční trati 311 do Rýmařova. V 20. letech se český název Vojnovice změnil na dnes užívaný Valšov. V obci tehdy fungovala česká menšinová škola, další byly v rámci rýmařovského okresu ještě v Rýmařově a v Lomnici. V roce 1949 při reorganizaci okresů se obec stala součástí okresu Bruntál, krajským městem byla tehdy blízká Olomouc (nyní je obec součástí Moravskoslezského kraje se sídlem v Ostravě).
V obci se nenacházejí žádné nemovité kulturní památky.

## Obyvatelstvo

### Vývoj počtu obyvatel
Počet obyvatel Valšova podle sčítání nebo jiných úředních záznamů:
| Rok            | 1869 | 1880 | 1890 | 1900 | 1910 | 1921 | 1930 | 1950 | 1961 | 1970 | 1980 | 1991 | 2001 | 2011 | 2021 |
| -------------- | ---- | ---- | ---- | ---- | ---- | ---- | ---- | ---- | ---- | ---- | ---- | ---- | ---- | ---- | ---- |
| Počet obyvatel | 470  | 523  | 588  | 534  | 567  | 537  | 583  | 354  | 330  | 301  | 274  | 224  | 263  | 251  | 235  |
| Počet domů     | 63   | 78   | 78   | 77   | 95   | 97   | 110  | 91   | 70   | 68   | 60   | 67   | 78   | 85   | 86   |

1. ↑  z toho: 49 Čechoslováků, 530 Němců; 565 řím. kat., 8 čsl., 5 bez vyzn.
2. ↑  z toho: 247 Čechů, Moravanů a Slezanů, 7 Slováků, 1 Polák; 52 řím. kat., 1 evang., 186 bez vyzn.

Ve Valšově je evidováno 140 adres: 88 čísel popisných (trvalé objekty) a 52 čísel evidenčních (dočasné či rekreační objekty). Při sčítání lidu roku 2001 zde bylo napočteno 78 domů, z toho 65 trvale obydlených.

## Obecní správa
Mezi lety 1869–1979 Valšov byl obcí v okrese Rýmařov (1869–1950) a později v okrese Bruntál. Od 1. července 1979 do 23. listopadu 1990 patřil jako část města k Bruntálu a od 24. listopadu 1990 je opět samostatnou obcí.

### Obecní symboly
Znak a vlajka byly obci uděleny rozhodnutím předsedy Poslanecké sněmovny Parlamentu České republiky dne 7. října 2003.

### Sousední obce
Sousedními obcemi sídla jsou Moravskoslezský Kočov, Lomnice, Václavov u Bruntálu a Břidličná.

## Dopravní obslužnost

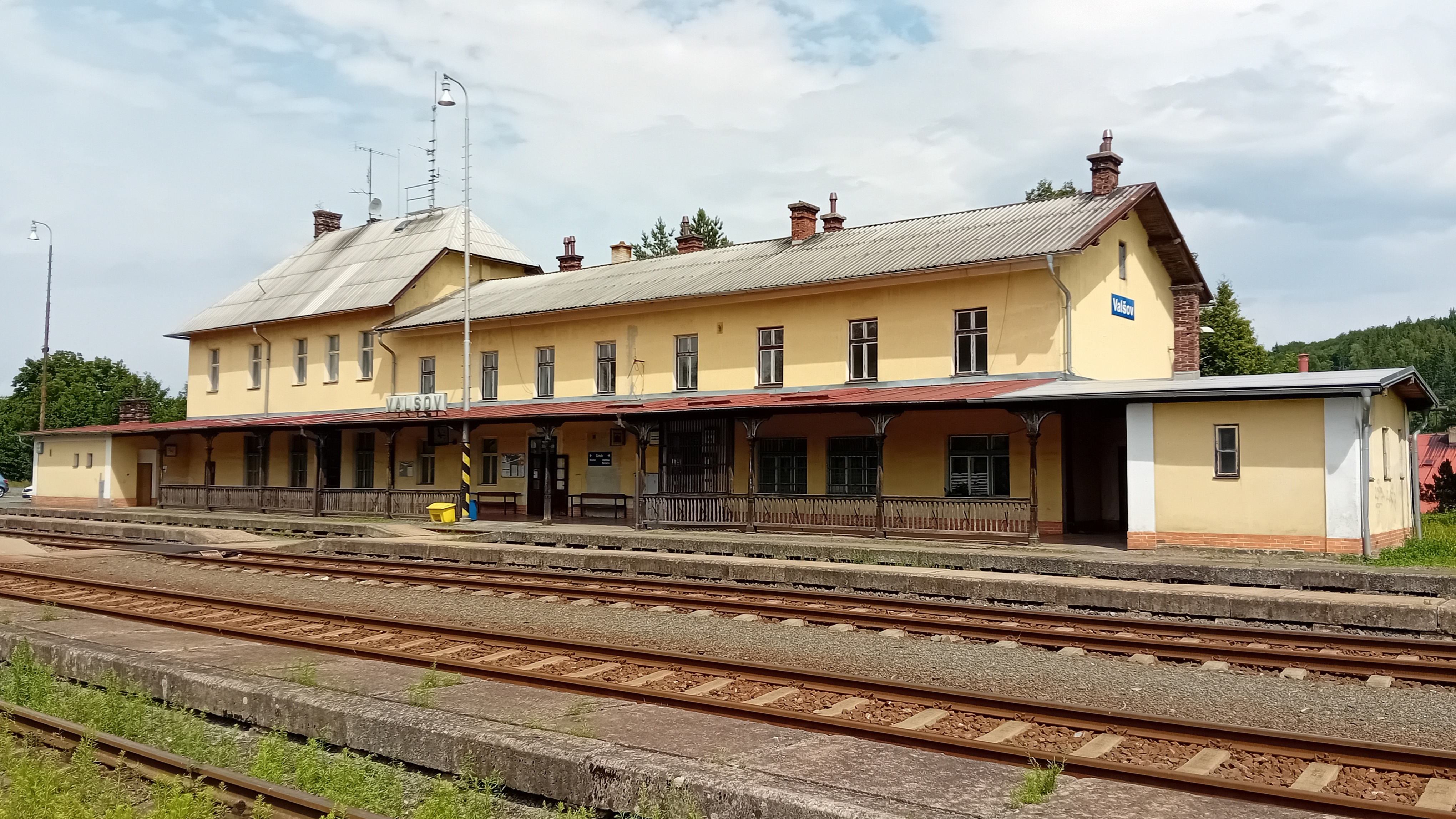
Nádraží

Středem obce vede silnice I. třídy I/45.
Obcí prochází železniční trať Olomouc - Opava a připojuje se zde železniční trať Valšov - Rýmařov leží na nich železniční stanice Valšov. Na obou tratích jezdí se zhruba ve dvouhodinovém taktu, s výjimkou brzkých ranních a večerních hodin. Vesnice je zaintegrovaná v dopravních systémech ODIS a Esko, vlaky jsou vedeny jako linka S 10 a R 27. V obci staví rovněž dálkové autobusy směr Krnov (Bruntál) či Olomouc (Brno).